# Oualid El Hasni
Oualid El Hasni (sinh ngày 9 tháng 8 năm 1993) là một cầu thủ bóng đá người Tunisia thi đấu cho đội bóng Serie C Triestina ở vị trí hậu vệ.

## Sự nghiệp
El Hasni vượt qua hệ thống trẻ Cannes trước khi gia nhập câu lạc bộ Đức Werder Bremen's U-17 team.
Vào ngày 2 tháng 2 năm 2015, El Hasni được ký hợp đồng bởi Monza với bản hợp đồng tạm thời.
Vào tháng 8 năm 2017, anh gia nhập Triestina, đội vừa lên hạng Serie C, từ Étoile du Sahel.